# Ulagansky (huyện)
Huyện Ulagansky (tiếng Nga: ? райо́н) là một huyện hành chính tự quản (raion), của Cộng hòa Altai, Nga. Huyện có diện tích 18430 km², dân số thời điểm ngày 1 tháng 1 năm 2000 là 12500 người. Trung tâm của huyện đóng ở Ulagan.